# Joseph Devine (Bischof)
Joseph Devine (* 7. August 1937 in Kirkintilloch; † 23. Mai 2019 in Wishaw) war ein schottischer römisch-katholischer Geistlicher und emeritierter Bischof von Motherwell.

## Leben
Joseph Devine empfing am 29. Juni 1960 die Priesterweihe für das Erzbistum Glasgow. 
Papst Paul VI. ernannte ihn am 5. Mai 1977 zum Weihbischof in Glasgow und Titularbischof von Voli. Der Erzbischof von Glasgow, Thomas Joseph Winning, spendete ihm am 31. Mai desselben Jahres die Bischofsweihe; Mitkonsekratoren waren Francis Alexander Spalding Warden Thomson, Bischof von Motherwell, und Stephen McGill PSS, Bischof von Paisley.
Papst Johannes Paul II. ernannte ihn am 13. Mai 1983 zum Bischof von Motherwell.
Papst Franziskus nahm am 31. Mai 2013 sein altersbedingtes Rücktrittsgesuch an.